# Psychoma?
Psychoma? — четвертий повноформатний студійний альбом гурту Diary of Dreams, який вийшов у 1998 році.

## Композиції
| #     | Назва                                              | Тривалість |
| ----- | -------------------------------------------------- | ---------- |
| 1.    | «(ver)Gift(et)?»                                   | 6:45       |
| 2.    | «never'Freeze (Flower in Ice)»                     | 5:09       |
| 3.    | «Methusalem (Anti-Methusalem Syndrome -p version)» | 6:38       |
| 4.    | «Luna(-tic) [An Ode to Grace]»                     | 6:21       |
| 5.    | «Drop Dead»                                        | 7:08       |
| 6.    | «Touch (...The Rainbow's end)»                     | 0:58       |
| 7.    | «E.-Dead-Motion»                                   | 8:02       |
| 8.    | «Never! Land»                                      | 6:25       |
| 9.    | «Wild (2nd Tribe)»                                 | 6:00       |
| 10.   | «You(-Das)»                                        | 4:56       |
| 11.   | «Tranceformation Baby»                             | 6:38       |
| 12.   | «End(giFtet)? (Vivid Valediction P Version)»       | 6:36       |
| 71:50 |                                                    |            |

## Склад учасників
- Бек-вокал — Олаф Шьонінг (пісні: 4, 9, 10)
- Гітара — Адріан Хейтс (пісні: 2, 8, 9) , Алістер Кейн (пісні: 3, 5, з 7 по 10) , Крістіан Бергхофф (пісні: 2, 3, 5, з 7 по 10)
- Бас-гітара у сьомому треку — Адріан Хейтс
- Барабани у одинадцятому треку — Адріан Хейтс
- Клавішні — Олаф Шьонінг (пісні: 2, 5, з 7 по 12)
- Мастеринг — Райнер Ассманн
- Музика — Олаф Шьонінг (пісні: 1, 4, 6, 9)
- Продюсування, аранжування, запис, мастеринг — Адріан Хейтс
- Запис — Олаф Шьонінг
- Вокал, лірика, музика — Адріан Хейтс